# Premio Eiji Sawamura

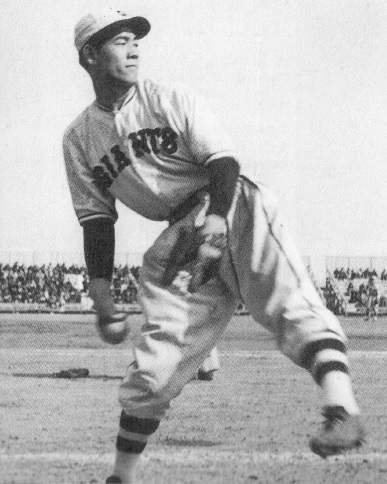
El lanzador Eiji Sawamura.

El Premio Eiji Sawamura (沢村栄治賞 Sawamura Eiji-shō?), comúnmente conocido como el Premio Sawamura, es un honor concedido al mejor lanzador abridor en la Liga Japonesa de Béisbol Profesional (NPB) cada año.
El premio fue establecido originalmente por la revista japonesa "Nekkyū" en 1947 para honrar la carrera de Eiji Sawamura, un lanzador de lanzamientos rápidos que disfrutó de una carrera ilustre para los Tokyo Giants antes de morir en combate durante la Segunda Guerra Mundial. Es un premio especial que es independiente del premio de Lanzador Más Valioso que se presenta a un lanzador en cada liga (Central y del Pacífico) cada año.

## Proceso de selección
Un lanzador abridor en la Liga Japonesa de Béisbol Profesional se elige al final de cada temporada según los siguientes criterios de selección:
- Juegos iniciados: 25 o más
- Juegos ganados: 15 o más
- Juegos completos: 10 o más
- Porcentaje de juegos ganados: .600 o más
- Entradas lanzadas: 200 o más
- Promedio de carreras limpias (efectividad): 2.50 o menos
- Ponches: 150 o más

Los criterios de selección se establecieron en 1982. Antes de esto, un grupo de periodistas votaban por el lanzador que pensaban que era más merecedor del premio sin ningún criterio particular. Estos simplemente sirven como pautas; mientras que el lanzador que cumple con la mayoría de los criterios tiene la mayor probabilidad de ganar, los lanzadores que no cumplen los siete criterios a menudo han recibido el premio.
En el raro caso de que otro lanzador tenga una temporada que se considere más sobresaliente, un lanzador puede, a su vez, cumplir los siete criterios y no ganar el premio. En 2008, el lanzador abridor Yu Darvish (16-4, 1.88 de efectividad, 208 ponches) cumplió los siete criterios, pero el lanzador abridor Hisashi Iwakuma ganó el premio a pesar de cumplir solo seis criterios porque se consideró que Iwakuma (21-4, 1.87 de efectividad, 159 ponches) tuvo la mejor temporada en general.
El comité de selección generalmente consiste de cinco exlanzadores. El panel de 2008 consistió en Masayuki Dobashi (presidente), Masaji Hiramatsu, Tsuneo Horiuchi, Choji Murata y Yutaka Ohno.

### Otras notas
Debido a que comenzó como un premio independiente de Nekkyū, una revista dirigida a fanáticos de los Gigantes, solo los lanzadores de la Liga Central fueron elegibles para ganar el premio desde 1959 (el primer año en que la NPB empleó el formato de dos ligas) hasta 1989. El primer lanzador que recibió los honores de la Liga del Pacífico fue Hideo Nomo para los Kintetsu Buffaloes en 1990.
En los años 1971, 1980, 1984 y 2000 no se entregó el premio, mientras que en 1966 y 2003 dos lanzadores fueron premiados cada temporada.
Aunque se considera que el premio se introdujo tras la creación del Premio Cy Young en Grandes Ligas, el Cy Young no se presentó hasta 1956, nueve años después de la creación del Premio Sawamura.

## Ganadores
Los nombres en negrita indican que los lanzadores cumplieron con los siete criterios (limitados a los ganadores de 1982 y posteriores).

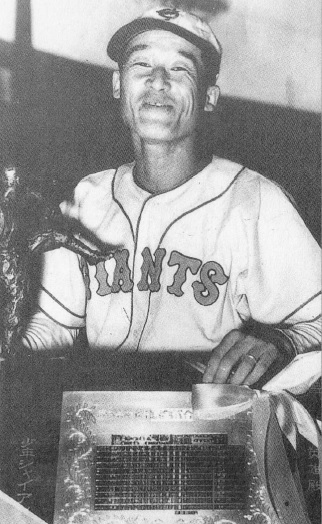
Hideo Fujimoto, cuando ganó el premio en 1949.

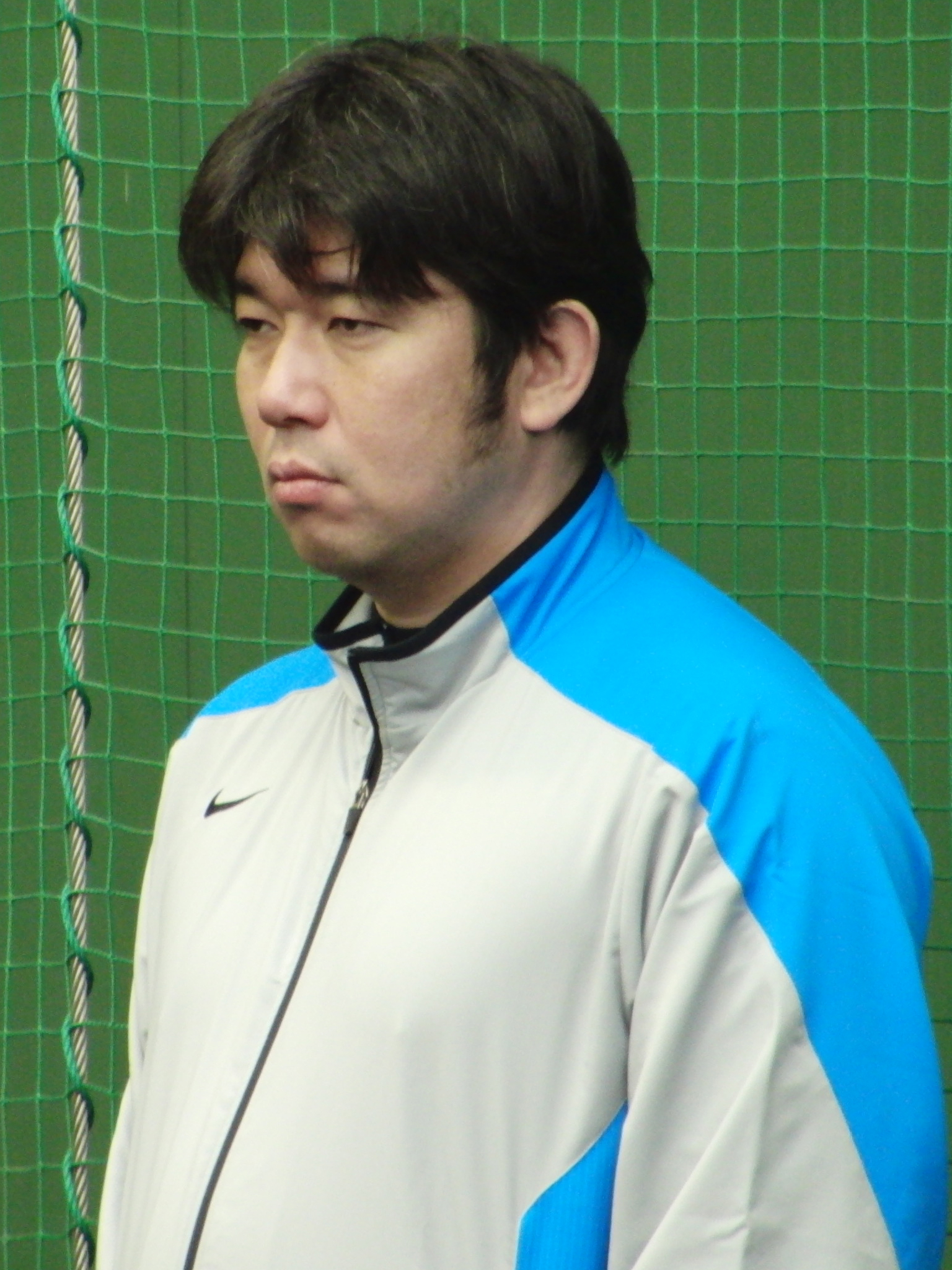
Hideo Nomo, primer ganador de la Liga del Pacífico en 1990.

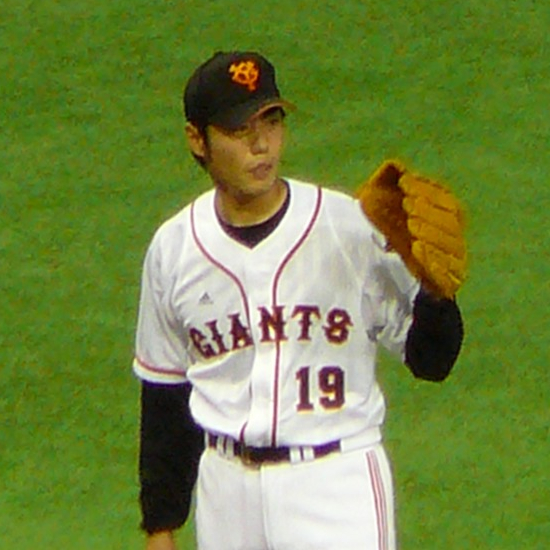
Koji Uehara, ganador en 1999 y 2002.

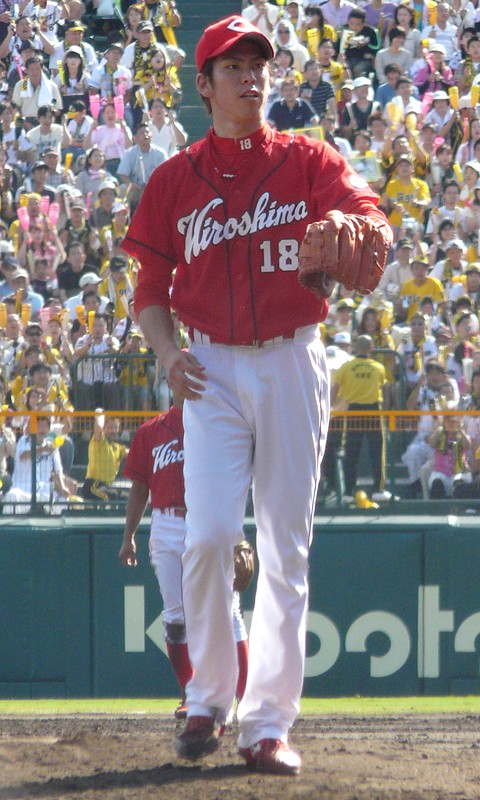
Kenta Maeda, ganador en 2010 y 2015.

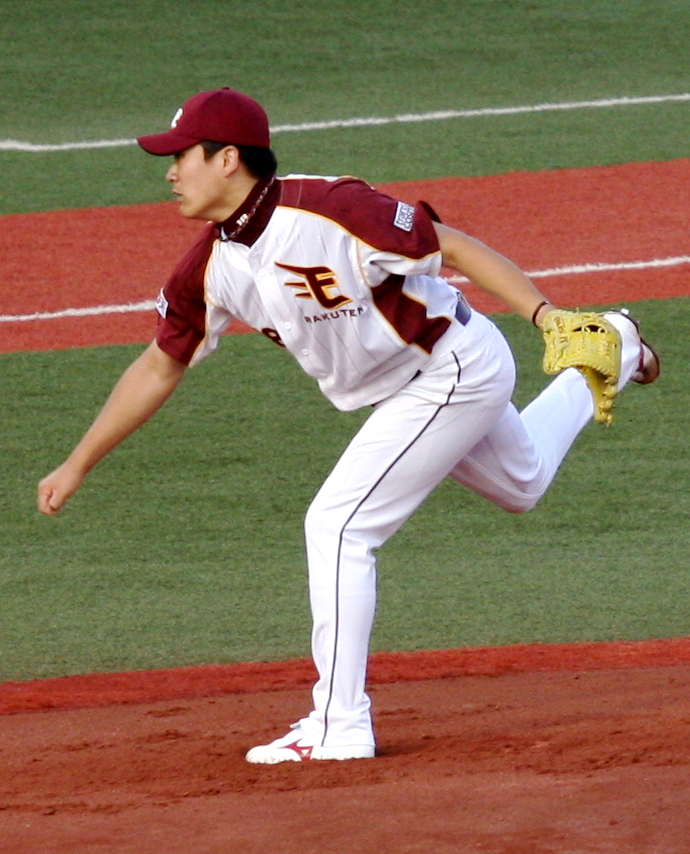
Masahiro Tanaka, ganador en 2011 y 2013.

| Año  | Jugador           | Equipo                       | Ref         |
| ---- | ----------------- | ---------------------------- | ----------- |
| 1947 | Takehiko Bessho   | Nankai Hawks                 |             |
| 1948 | Hiroshi Nakao     | Yomiuri Giants               |             |
| 1949 | Hideo Fujimoto    | Yomiuri Giants               |             |
| 1950 | Shigeo Sanada     | Shochiku Robins              |             |
| 1951 | Shigeru Sugishita | Chunichi Dragons             |             |
| 1952 | Shigeru Sugishita | Chunichi Dragons             |             |
| 1953 | Takumi Otomo      | Yomiuri Giants               |             |
| 1954 | Shigeru Sugishita | Chunichi Dragons             |             |
| 1955 | Takehiko Bessho   | Yomiuri Giants               |             |
| 1956 | Masaichi Kaneda   | Kokutetsu Swallows           |             |
| 1957 | Masaichi Kaneda   | Kokutetsu Swallows           |             |
| 1958 | Masaichi Kaneda   | Kokutetsu Swallows           |             |
| 1959 | Minoru Murayama   | Hanshin Tigers               |             |
| 1960 | Ritsuo Horimoto   | Yomiuri Giants               |             |
| 1961 | Hiroshi Gondo     | Chunichi Dragons             |             |
| 1962 | Masaaki Koyama    | Hanshin Tigers               |             |
| 1963 | Yoshiaki Ito      | Yomiuri Giants               |             |
| 1964 | Gene Bacque       | Hanshin Tigers               |             |
| 1965 | Minoru Murayama   | Hanshin Tigers               |             |
| 1966 | Minoru Murayama   | Hanshin Tigers               |             |
| 1966 | Tsuneo Horiuchi   | Yomiuri Giants               |             |
| 1967 | Kentaro Ogawa     | Chunichi Dragons             |             |
| 1968 | Yutaka Enatsu     | Hanshin Tigers               |             |
| 1969 | Kazumi Takahashi  | Yomiuri Giants               | [ 5 ]       |
| 1970 | Masaji Hiramatsu  | Taiyo Whales                 |             |
| 1971 | Not awarded       | Not awarded                  | Not awarded |
| 1972 | Tsuneo Horiuchi   | Yomiuri Giants               |             |
| 1973 | Kazumi Takahashi  | Yomiuri Giants               | [ 5 ]       |
| 1974 | Senichi Hoshino   | Chunichi Dragons             |             |
| 1975 | Yoshiro Sotokoba  | Hiroshima Toyo Carp          |             |
| 1976 | Kojiro Ikegaya    | Hiroshima Toyo Carp          |             |
| 1977 | Shigeru Kobayashi | Yomiuri Giants               |             |
| 1978 | Hiromu Matsuoka   | Yakult Swallows              |             |
| 1979 | Shigeru Kobayashi | Hanshin Tigers               |             |
| 1980 | Not awarded       | Not awarded                  | Not awarded |
| 1981 | Takashi Nishimoto | Yomiuri Giants               |             |
| 1982 | Manabu Kitabeppu  | Hiroshima Toyo Carp          |             |
| 1983 | Kazuhiko Endo     | Yokohama Taiyo Whales        |             |
| 1984 | Not awarded       | Not awarded                  | Not awarded |
| 1985 | Tatsuo Komatsu    | Chunichi Dragons             |             |
| 1986 | Manabu Kitabeppu  | Hiroshima Toyo Carp          |             |
| 1987 | Masumi Kuwata     | Yomiuri Giants               |             |
| 1988 | Yutaka Ohno       | Hiroshima Toyo Carp          |             |
| 1989 | Masaki Saito      | Yomiuri Giants               |             |
| 1990 | Hideo Nomo        | Kintetsu Buffaloes           | [ 4 ]       |
| 1991 | Shinji Sasaoka    | Hiroshima Toyo Carp          |             |
| 1992 | Takehiro Ishii    | Seibu Lions                  |             |
| 1993 | Shinji Imanaka    | Chunichi Dragons             |             |
| 1994 | Masahiro Yamamoto | Chunichi Dragons             |             |
| 1995 | Masaki Saito      | Yomiuri Giants               |             |
| 1996 | Masaki Saito      | Yomiuri Giants               |             |
| 1997 | Fumiya Nishiguchi | Seibu Lions                  |             |
| 1998 | Kenjiro Kawasaki  | Yakult Swallows              |             |
| 1999 | Koji Uehara       | Yomiuri Giants               |             |
| 2000 | Not awarded       | Not awarded                  | Not awarded |
| 2001 | Daisuke Matsuzaka | Seibu Lions                  |             |
| 2002 | Koji Uehara       | Yomiuri Giants               |             |
| 2003 | Kei Igawa         | Hanshin Tigers               |             |
| 2003 | Kazumi Saito      | Fukuoka Daiei Hawks          |             |
| 2004 | Kenshin Kawakami  | Chunichi Dragons             |             |
| 2005 | Toshiya Sugiuchi  | Fukuoka SoftBank Hawks       |             |
| 2006 | Kazumi Saito      | Fukuoka SoftBank Hawks       |             |
| 2007 | Yu Darvish        | Hokkaido Nippon-Ham Fighters |             |
| 2008 | Hisashi Iwakuma   | Tohoku Rakuten Golden Eagles | [ 3 ]       |
| 2009 | Hideaki Wakui     | Saitama Seibu Lions          | [ 6 ]       |
| 2010 | Kenta Maeda       | Hiroshima Toyo Carp          | [ 7 ]       |
| 2011 | Masahiro Tanaka   | Tohoku Rakuten Golden Eagles | [ 8 ]       |
| 2012 | Tadashi Settsu    | Fukuoka SoftBank Hawks       | [ 9 ]       |
| 2013 | Masahiro Tanaka   | Tohoku Rakuten Golden Eagles | [ 10 ]      |
| 2014 | Chihiro Kaneko    | Orix Buffaloes               | [ 11 ]      |
| 2015 | Kenta Maeda       | Hiroshima Toyo Carp          | [ 12 ]      |
| 2016 | Kris Johnson      | Hiroshima Toyo Carp          | [ 13 ]      |
| 2017 | Tomoyuki Sugano   | Yomiuri Giants               | [ 14 ]      |